# Hoang tưởng (phim)
Hoang tưởng là một xuất phẩm điện ảnh của đạo diễn Nguyễn Anh Thái, phát hành năm 1988.

## Nội dung
Vinh Quang (Molokai) là một họa sĩ vô danh sống bằng nghề chép tranh nhưng được bạn bè thân thiết tâng bốc là "Matisse Việt Nam", "nhà chấn hưng Trừu Tượng và Dã Thú". Y luôn ao ước đạt tột đỉnh danh vọng, sáng tạo những xuất phẩm để đời mà không ai bắt chước nổi. Cho tới khi Vinh Quang bỏ phố lên rừng đặng tìm cơ hội vẽ được những cảnh sơn nữ khỏa thân tắm và người nguyên thủy sinh hoạt ra làm sao, y bỏ mặc vợ vò võ và những lời khuyên chân tình của bạn bè.

## Kĩ thuật
Bộ phim quay tại Hà Nội và Hòa Bình năm 1987.

### Sản xuất
- Bí thư trường quay: Lê Bá Toàn
- Mĩ thuật: Nguyễn Văn Vý
- Âm thanh: Mai Thế Hồng
- Tiếng động: Minh Tâm
- Dựng phim: Nguyễn Văn Long
- Dựng cảnh: Phạm Đức Mạnh
- Chiếu sáng: Trần Văn Hòa
- Đạo cụ: Nguyễn Văn Sinh
- Phục trang: Nguyễn Thị Chung
- Hóa trang: Bích Thủy

### Diễn xuất
- Molokai[2] ... Vinh Quang
- Thu Quế ... Mỹ Dung - vợ Quang
- Thu Hiền ... Mỹ Vân - chị Dung
- Phạm Đông ... Hoài Sơn - bạn Quang
- Văn Thắng ... Hiếu
- Trần Đức ... Lương - hàng xóm
- Trịnh Mai ... Ông Chao - trưởng bản
- Thanh Thanh Hiền ... Chi - con ông Chao
- Thanh Mai ... Linh - bạn Chi
- Trần Hạnh ... Chủ hiệu tranh

## Hậu trường
Do có 4 cảnh khỏa thân và 1 cảnh ân ái để phục vụ ý tưởng hội họa nên bộ phim chỉ được công chiếu hạn chế vào năm 1988-9 sau đó cấm tái chiếu. Mãi đến đầu thập niên 2010, xuất phẩm này mới được gỡ kiểm duyệt và phát hành miễn phí trên Youtube.